# Franjo Kukuljević
Franjo Kukuljević (Zagreb, 1909. – Johannesburg, 8. studenog 2002.) je bio hrvatski tenisač. Igrao je za jugoslavensku reprezentaciju u International Lawn Tennis Challengeu od 1930. do 1939. godine.
Igrajući s Francuzicom Mathieu bio je finalistom Roland Garrosa u parovima 1939. godine.  Nakon International Lawn Tennis Challengea 1939. i susreta u Bostonu protiv Australije, otputovao je u Indiju. Emigrirao je u Južnu Afriku nakon drugog svjetskog rata.
Vjeruje se da je potomak Ivana Kukuljevića Sakcinskog.